# ミルチャ2世
ミルチャ2世（Mircea II、1428年 - 1447年）は、1442年に一時的にワラキアの公になった人物である。ヴラド2世の長子であり、ヴラド3世（ツェペシュ：串刺し公の呼び名で有名）とラドゥ3世の兄である。また、名前の由来となったミルチャ1世老公の孫である。

## ワラキアの公位を巡る争い
1436年、ミルチャ2世の父ヴラド2世が、異母兄アレクサンドル1世を追放してワラキアの公位に就いた。ミルチャ2世は、父がオスマン帝国の王宮に出向いている1442年に地方を治めた。父はオスマン帝国と敵対していたため、彼もフニャディ・ヤーノシュに敵と見なされた。1443年、フニャディはワラキアに攻撃をしかけ、オスマン帝国の軍とヴラド2世の軍の両方を破った。この結果、後者はオスマン帝国の王宮に支援を求める交渉を行い、ミルチャ2世は逃亡し、隠れた。しかし、ミルチャ2世は強力な支持者を得て、この時期も強い軍を保っていた。フニャディはバサラブ2世を公位に就けたが、オスマン帝国の支援を受けたヴラド2世は、すぐ後に公位を取り戻した。ミルチャ2世は父を支援したが、オスマン帝国と協力する父の姿勢は支持しなかった。ヴラド2世はオスマン帝国との間で、毎年朝貢を行うとともに、2人の息子ヴラド三世（後に串刺し公ツェペシュの呼び名で有名）とラドゥ3世を人質とするという内容の条約を結んだ。
1444年10月、ヴラド2世はニコポリス近郊に到着し、ポーランドとハンガリーの王ヴワディスワフ3世を説得してヴァルナ十字軍の継続を止めるように説得しようと試みた。ポーランドの歴史家カリマコスは、ウラジスラフ3世は説得を受け入れず、そのためヴラド2世はワラキアに戻ったが、それはミルチャ2世を4000人の機甲部隊からなる予備部隊の指揮官として残した後のことだった。部隊は、1444年11月10日にヴァルナの戦いに参加し、敗北後、ミルチャは残った部隊とキリスト教徒の軍を率いてドナウ川を超え、1445年にジュルジュの要塞の奪還に成功した。しかし、オスマン帝国との別の条約で、自身の公位と2人の息子の安全を守るために、ヴラド2世はオスマン帝国に要塞の支配を認めていた。1447年、フニャディはワラキアに再度の攻撃を行い、ヴラド2世とミルチャ2世を支持する軍を再び破り、ヴラド2世を追放した。しかしミルチャ2世はトゥルゴヴィシュテのボイヤールに捕らえられ、焼けた火かき棒で失明させられ、生きたまま埋められた。その直後に、父は捕らえられて殺害され、フニャディの後押しでダネシュティ家のヴラディスラフ2世が公位に就いた。
まもなく、オスマン帝国が推す弟のヴラド3世が公位に就いたが、約2ヶ月でヴラディスラヴ2世に奪還された。ツェペシュは1456年に再び公となり、数年後にオスマン帝国との戦争を開始した。この間に、彼は恐怖政治を初め、ブラム・ストーカーに『吸血鬼ドラキュラ』の着想を与えることとなった。ヴラド3世は、父と兄を死に追いやったボイヤールへの復讐も行った。